# Chiesa di San Tomas de Villanueva
San Tomas de Villanueva, nota anche come chiesa di Miagao, è una chiesa barocca filippina situata nella città di Miagao, nei pressi di Iloilo, sull'isola di Panay. Costruita fra il 1787 e il 1797 è un magnifico esempio di architettura barocca innestata su schemi architettonici tipicamente filippini, arabi e cinesi.
Nel 1973 la chiesa di San Tomas fu dichiarata monumento nazionale delle Filippine dall'allora presidente Ferdinand Marcos e nel 1993 fu dichiarata Patrimonio dell'Umanità dall'UNESCO come parte delle Chiese barocche delle Filippine.

## La costruzione
La chiesa attuale, costruita come una possente fortezza in blocchi di calcare, fu edificata nei dieci anni fra il 1787 e il 1797 sul luogo dove due precedenti chiese, nel 1741 e nel 1754, erano andate saccheggiate e distrutte durante le frequenti scorrerie dei pirati mussulmani Moro. Dopo più di trenta anni dall'ultima distruzione il frate agostiniano Francisco M. Gonzales, a capo della parrocchia di Miagao, cominciò la costruzione della nuova chiesa-fortezza aiutato dal Gobernadorcillo locale, Domingo Libo.
La chiesa è costruita su modello del tardo stile barocco in voga in Spagna in quell'epoca ed è un esempio di "fortezza barocca", con i due massicci campanili che, grazie alla posizione elevata della chiesa rispetto all'abitato circostante di Miagao, fungevano da torri di avvistamento contro le numerose incursioni musulmane e davano possibilità di controllo su tutta l'area circostante e sul fiume Miagao che scorre nei pressi della chiesa-fortezza.
Fu eretta utilizzando mano d'opera locale costituita da filippini e cinesi, mentre gli abitanti dell'area circostante dovettero concorrere obbligatoriamente alla costruzione, salvo punizioni corporali inflitte dai gesuiti, mediante il pagamento di una tassa specifica e con il trasporto settimanale dei blocchi di calcare, di corallo, di uova e di altri materiali necessari alla costruzione.
La facciata a capanna, singolarissima nella sua unicità, mescola il tardo barocco spagnolo con stili architettonici tradizionali del luogo e appare completamente decorata con bassorilievi: l'ordine inferiore è caratterizzato da due ordini di lesene sormontate da un balcone a colonnette che sorregge idealmente un largo frontone; al suo 'interno una lunga palma da cocco funge da sostegno a un San Cristoforo vestito alla maniera locale e che porta sulle spalle, come da iconografia del Santo, un Santo Niño in un ambiente caratterizzato da piante di papaia e di guava. Sotto al San Cristoforo e appena sopra il portale centrale della chiesa, in una ricca nicchia che interrompe la balconata, è posta una statua di San Tommaso di Villanova ritratto mentre dona cibo ai poveri, come nella consuetudine della vita terrena del Santo.
Ai lati della facciata si ergono due massicci e poderosi campanili diseguali, costruiti in epoche diverse e che fungevano da torri di avvistamento contro eventuali incursioni musulmane.

## Galleria d'immagini

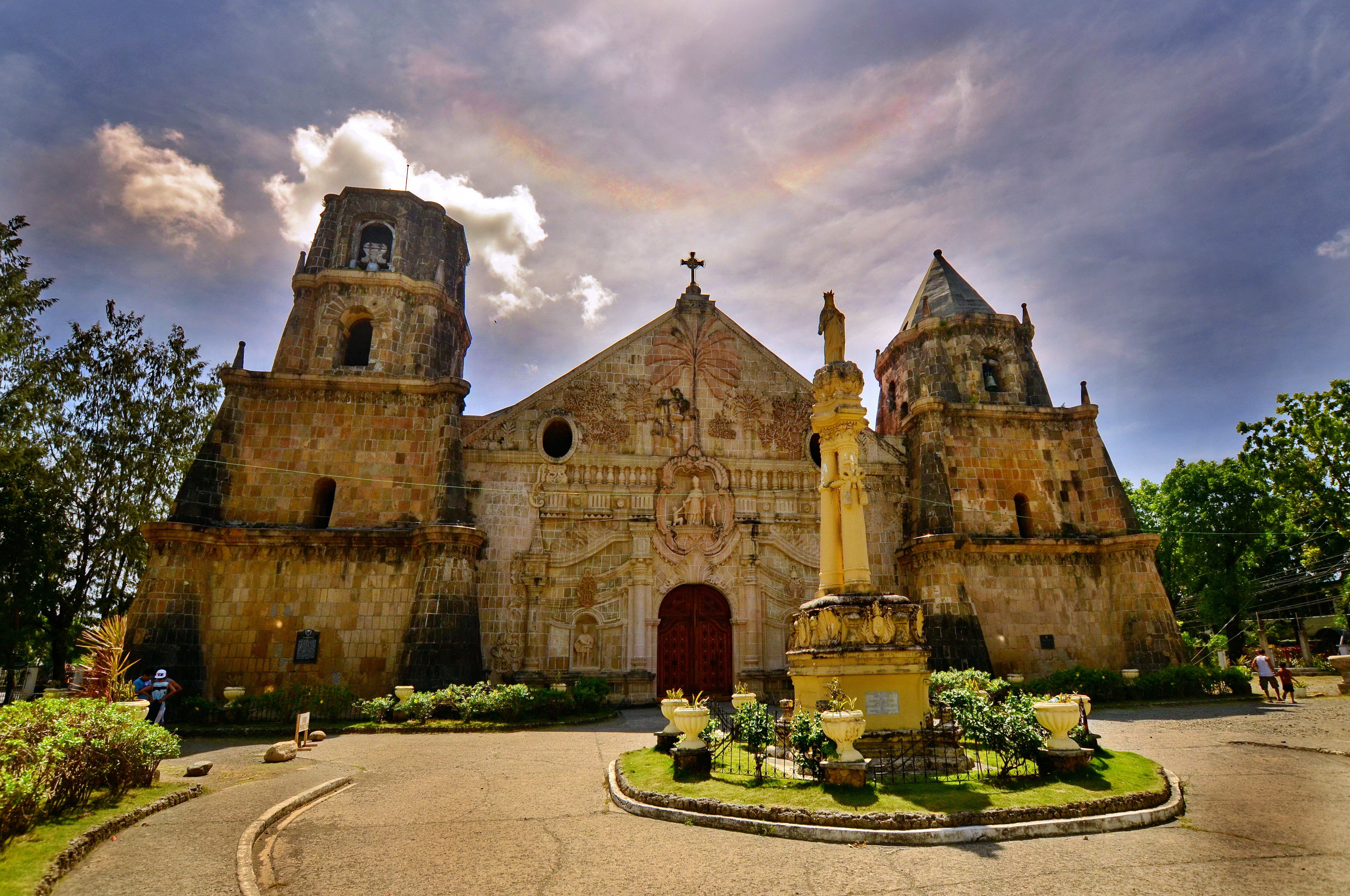
Chiesa di San Tomas
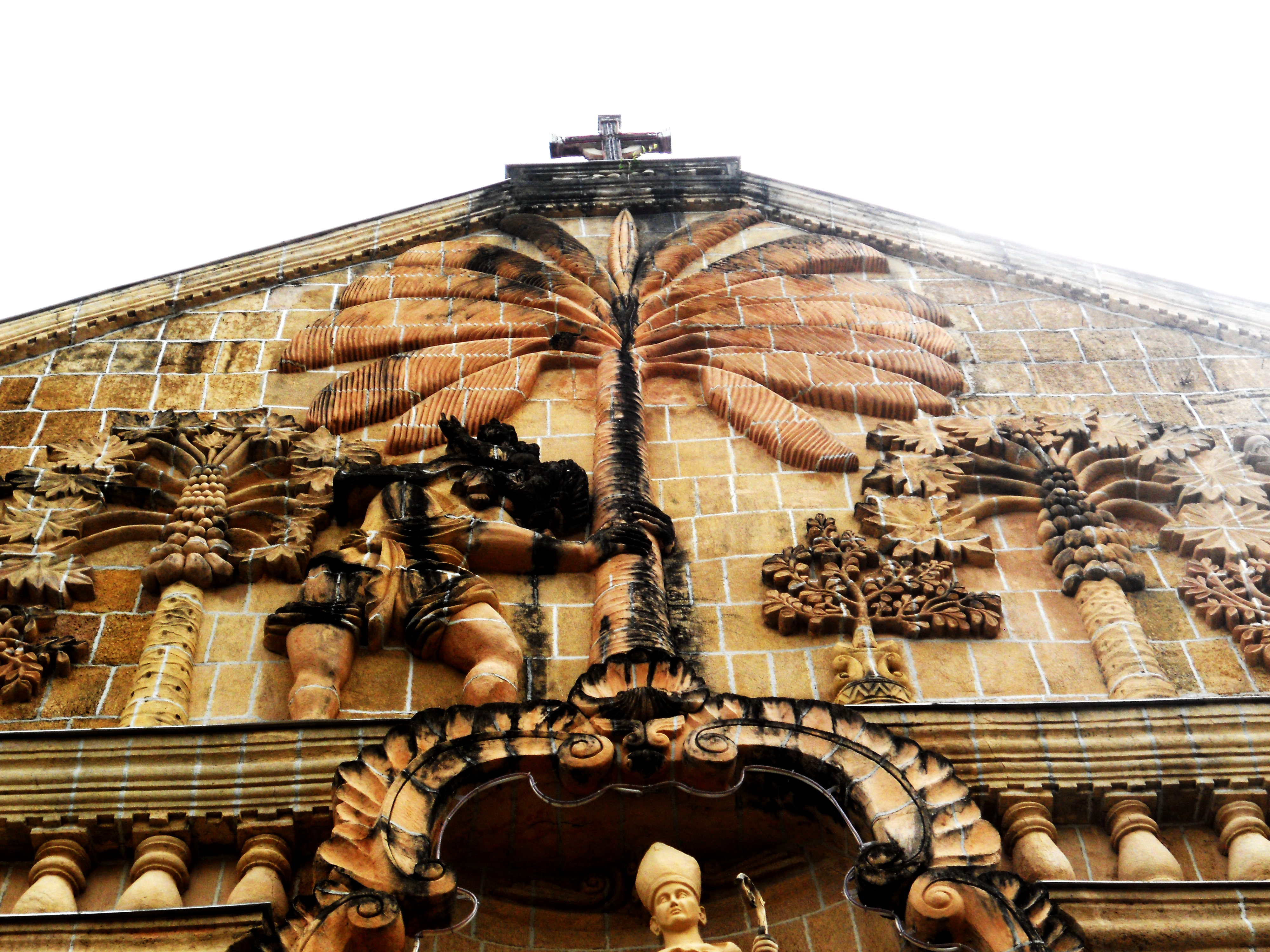
Facciata
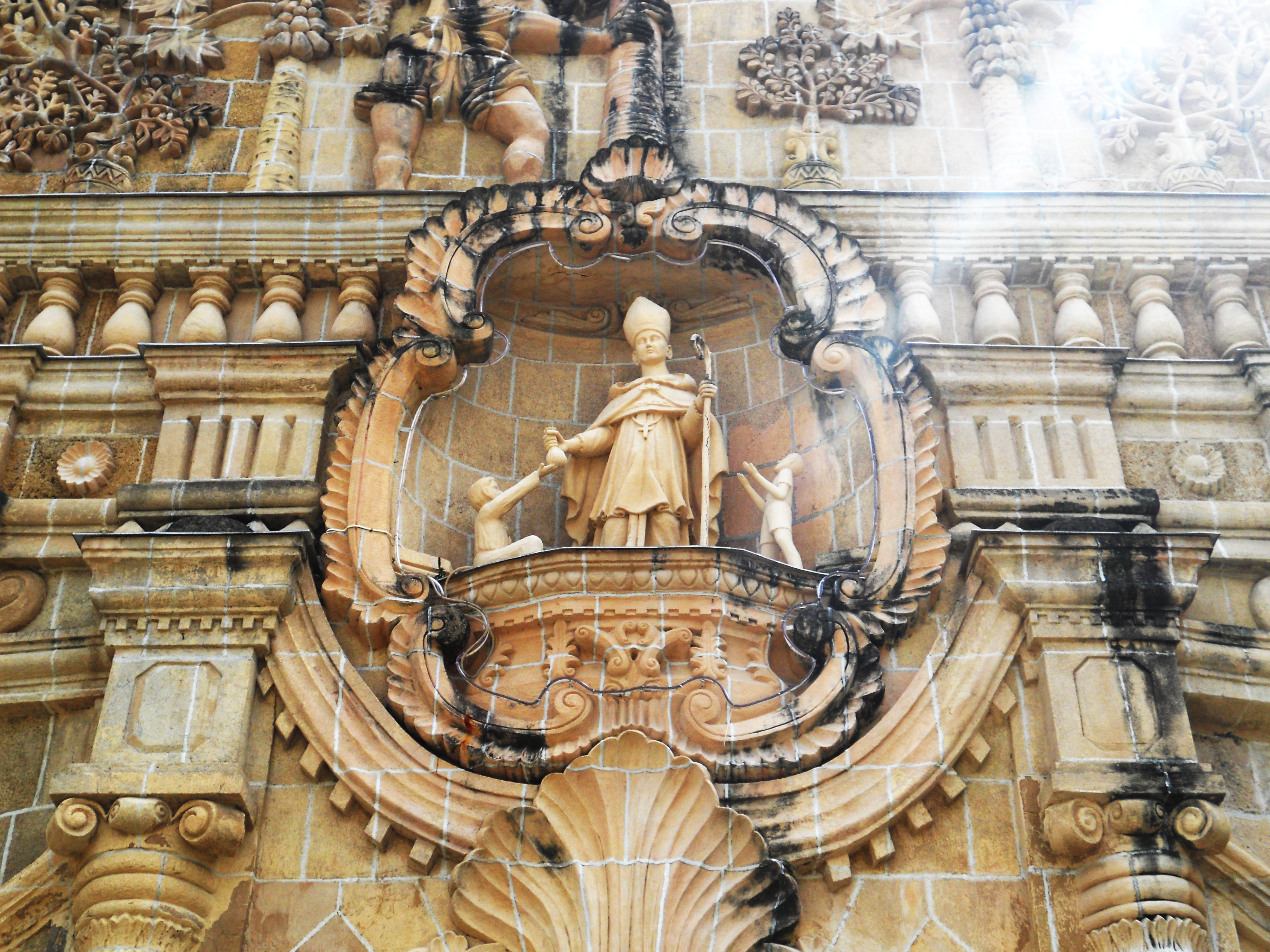
Immagine di S. Tomàs
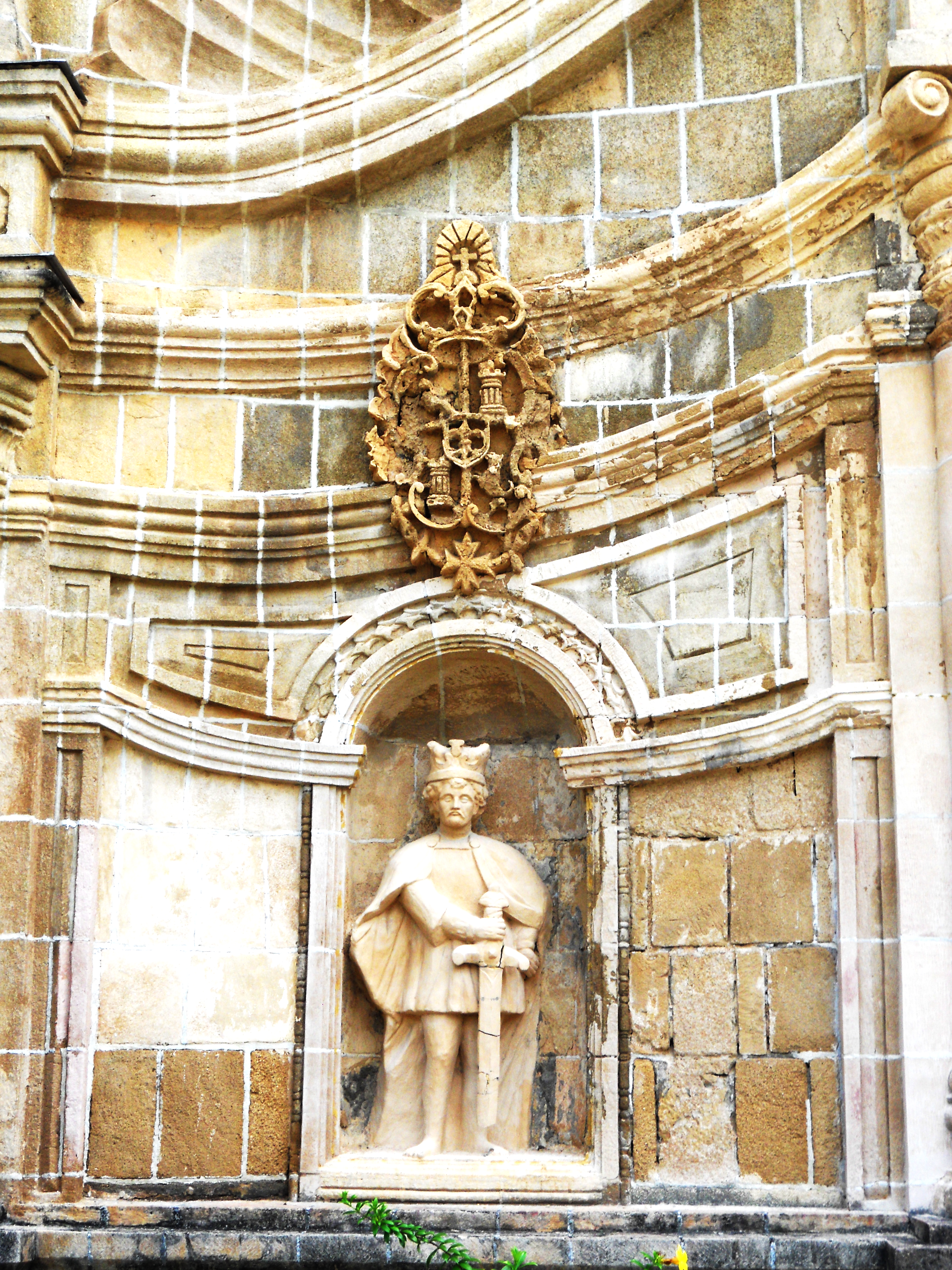
S. Enrico di Baviera
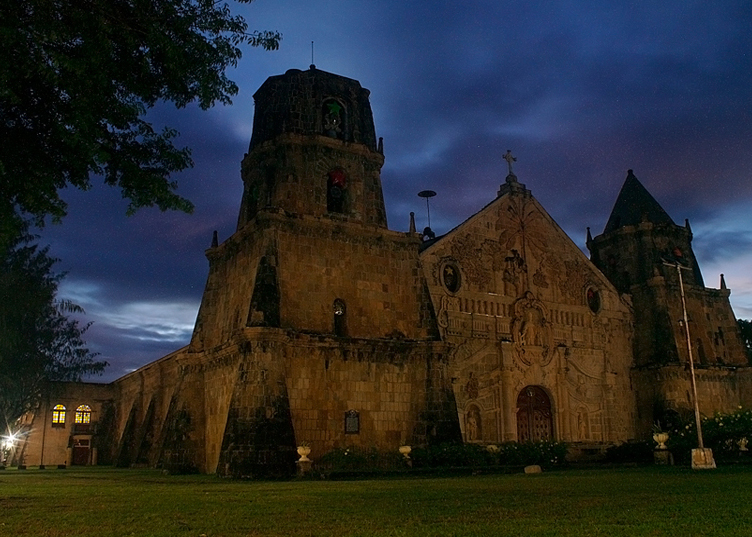
La chiesa
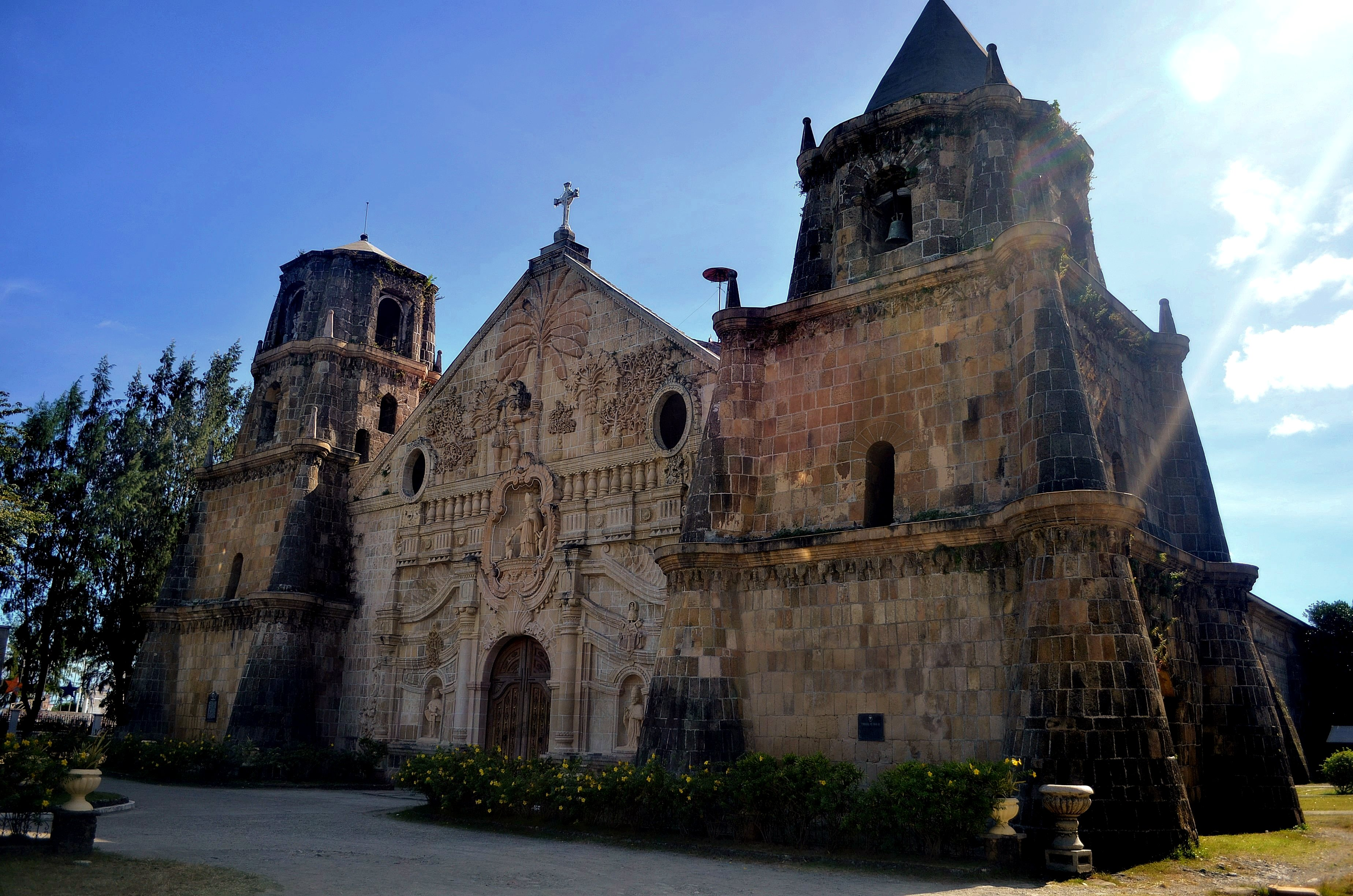
Chiesa